# Operazione Turkey Buzzard
L'operazione Turkey Buzzard, nota anche come Operazione Beggar, fu una missione di rifornimento britannica in Nordafrica che ebbe luogo tra marzo e agosto 1943, durante la seconda guerra mondiale. La missione fu intrapresa dal 2º Reggimento Piloti Alianti e dallo Squadrone n. 295 della Royal Air Force, prima dell'invasione alleata della Sicilia. Insolitamente, la missione era conosciuta con nomi diversi in diversi rami delle forze armate britanniche: l'esercito britannico la chiamava operazione Turkey Buzzard, mentre nella Royal Air Force era conosciuta come Beggar.
La missione coinvolse i bombardieri della Royal Air Force Handley Page Halifax che trainarono alianti Airspeed Horsa per 5 150 km dall'Inghilterra alla Tunisia. Gli Horsa britannici erano necessari per integrare i più piccoli alianti statunitensi Waco, che non avevano la capacità richiesta per le operazioni pianificate dalla 1st Airborne Division.
Durante la missione una squadra di Halifax e Horsa venne abbattuta dall'aereo da pattuglia a lungo raggio tedesco Focke Wulf Condor. In tutto furono perduti cinque Horsa e tre Halifax, ma ventisette Horsa arrivarono in Tunisia in tempo per partecipare all'invasione della Sicilia. Sebbene questa operazione di rifornimento fosse stata un successo, pochi degli alianti giunsero alle loro zone di atterraggio in Sicilia durante le due operazioni aviotrasportate britanniche che seguirono. Molti rimasero vittime delle condizioni meteorologiche o del fuoco della contraerea.

## Sfondo
Nel dicembre 1942, con l'avanzata delle forze alleate attraverso la Tunisia, la campagna nordafricana stava volgendo al termine; essendo imminente la vittoria in Nordafrica, iniziarono le discussioni tra gli alleati su quale avrebbe dovuto essere il loro prossimo obiettivo. Molti statunitensi sostenevano un'immediata invasione della Francia, mentre gli inglesi credevano che dovesse essere la Sardegna, come anche il generale Dwight D. Eisenhower. Nel gennaio del 1943 il Primo Ministro, Winston Churchill, e il Presidente degli Stati Uniti, Franklin Delano Roosevelt, si incontrarono alla conferenza di Casablanca e risolsero il dibattito: la Sicilia sarebbe stata il prossimo obiettivo degli Alleati. L'invasione e l'occupazione della Sicilia avrebbe giovato agli Alleati aprendo le rotte del Mar Mediterraneo alle navi alleate e consentendo ai bombardieri alleati di operare da aeroporti molto più vicini all'Italia continentale e alla Germania. Fu deciso il nome in codice Operazione Husky e la pianificazione iniziò a febbraio. L'Ottava Armata britannica, al comando del generale Bernard Montgomery, sarebbe sbarcata nell'angolo sud-orientale dell'isola avanzando a nord fino al porto di Siracusa, mentre la Settima Armata statunitense, comandata dal generale George Patton, sarebbe sbarcata nella costa a sud e si sarebbe diretta verso il porto di Palermo all'angolo occidentale dell'isola. Gli sbarchi sarebbero stati effettuati simultaneamente lungo un tratto di 160 km della costa sud-orientale dell'isola.

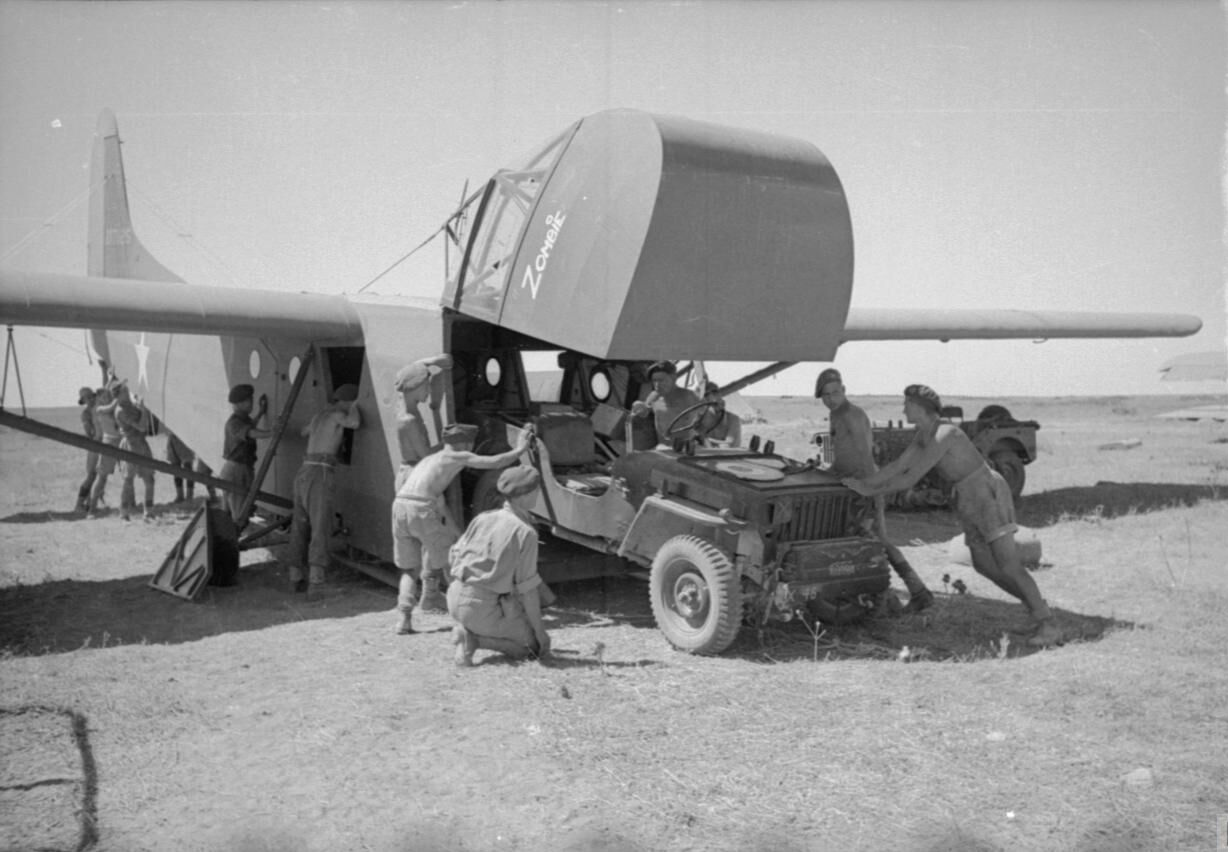
Una jeep appartenente alla 1ª Brigata di atterraggio aereo viene caricata a bordo di un aliante Waco.

Da parte sua, la 1ª divisione aviotrasportata doveva condurre tre operazioni delle dimensioni di una brigata; il ponte stradale Ponte Grande, a sud di Siracusa, doveva essere catturato dalla 1ª Brigata Aerea (Operazione Ladbroke), il porto di Augusta doveva essere preso dalla 2ª Brigata Paracadutisti (Operazione Glutton), ed infine il Ponte Primosole sul fiume Simeto doveva essere occupato dalla 1ª Brigata Paracadutisti (Operazione Fustian).
Quando furono discussi i piani per le operazioni aviotrasportate britanniche, il tenente colonnello George Chatterton, comandante del 2º reggimento piloti alianti, sollevò un problema per l'unico aliante allora in teatro, l'americano Waco CG-4, noto al servizio britannico come Adriano: le sue piccole dimensioni. La capacità del Waco era di soli due piloti e tredici soldati, e per il carico una jeep o un cannone di artiglieria ma non entrambi insieme. Il piano per l'Operazione Ladbroke prevedeva un assalto al Ponte Grande da parte del 2º Battaglione, Reggimento South Staffordshire. Usando l'aliante Horsa, che poteva trasportare ventisette soldati o una jeep e un cannone insieme, si poteva fornire una forza più grande al ponte durante l'assalto iniziale. Chatterton decise che aveva bisogno di una quarantina di Horsa, oltre ai Waco americani, per le missioni britanniche.

## Missione

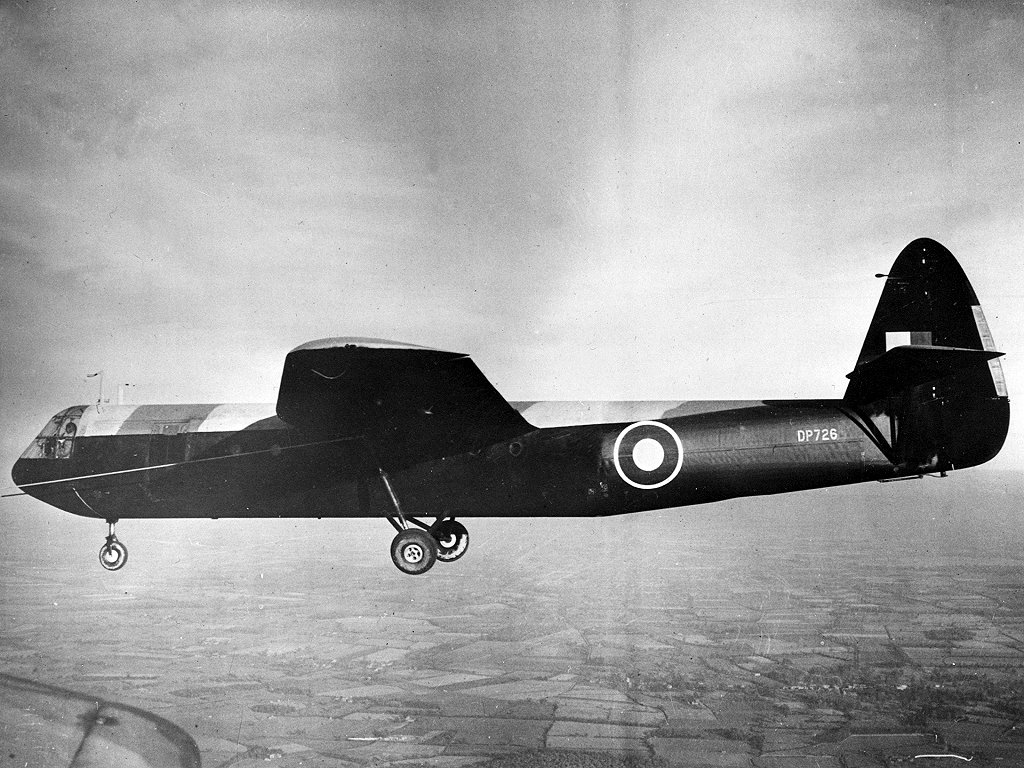
L'aliante Airspeed Horsa

Gli unici alianti Horsa erano in Inghilterra in quel momento e il loro trasporto in Nordafrica richiedeva un rimorchio di 1931 km sull'Oceano Atlantico, intorno alla costa del Portogallo e della Spagna, poi altri 3 219 km attraverso il Nordafrica per raggiungere la Tunisia. Nessuno aveva mai trainato un aliante per quella distanza prima, e non si sapeva nemmeno se fosse possibile. Per testare il concetto e dimostrare di avere la resistenza necessaria, i bombardieri Handley Page Halifax dello squadrone 295 della RAF rimorchiarono gli alianti Horsa lungo la costa della Gran Bretagna.
La missione ebbe il via libera; gli Horsa vennero modificati per gettare a mare il loro carrello di atterraggio, dopo il decollo, per ridurre la resistenza, mentre i bombardieri Halifax vennero modificati con serbatoi di carburante a lungo raggio montati negli alloggiamenti delle bombe. I piloti degli alianti provenivano dal 2º reggimento, rimasti in Inghilterra quando la maggior parte della loro unità era partita per la Tunisia all'inizio dell'anno. Seguì un periodo di addestramento di undici settimane, durante il quale quattro incidenti determinarono la morte di tredici uomini. In una conferenza di missione, il 21 maggio 1943, ospitata dalla 38ª Wing RAF, fu discussa l'impossibilità di addestrare gli equipaggi dei bombardieri per trainare gli alianti e consegnare quaranta di questi in Nordafrica. Alla fine fu deciso che come priorità sarebbero stati addestrati dieci equipaggi di bombardieri per consegnare una quindicina di alianti in Nord Africa entro il 21 giugno.
Gli Halifax e gli Horsa furono trasferiti alla RAF Portreath, in Cornovaglia, per accorciare la distanza che avrebbero dovuto percorrere. Nonostante ciò, dovettero effettuare un volo di dieci ore verso l'aeroporto di Sale in Marocco. All'arrivo a Sale gli alianti vennero rilasciati per atterrare su una zona sabbiosa lungo la pista. Una volta a terra, ogni Horsa venne dotato del carrello di atterraggio di scorta che trasportava all'interno della fusoliera, e il volo decollò immediatamente per la tappa successiva del viaggio, verso Mascara in Algeria. Ma il loro viaggio non era finito li; partirono per la destinazione finale, l'aeroporto di Kairouan in Tunisia, appena possibile. Durante il volo gli alianti trasportavano tre piloti, che dovevano alternarsi ogni ora per alleviare la fatica.

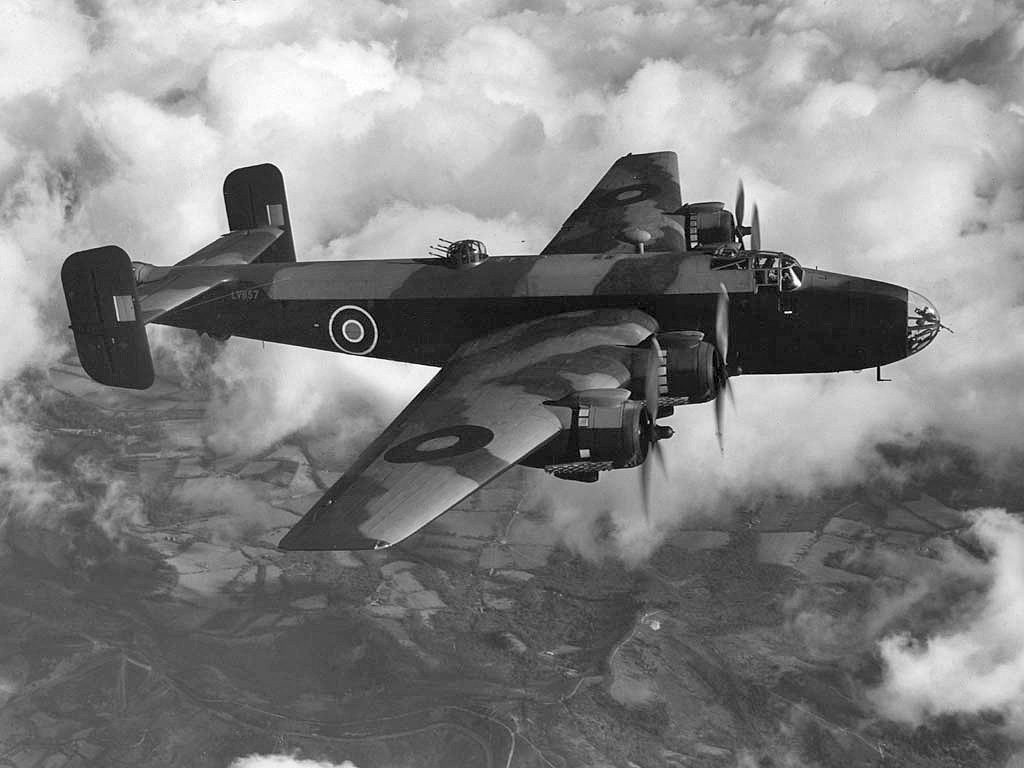
L'Handley Page Halifax utilizzato per il traino degli alianti in Nord Africa.

I voli vennero effettuati tra il 3 giugno e il 7 luglio; i primi Horsa arrivarono a Kairouran il 28 giugno, solo dodici giorni prima che venissero utilizzati nell'operazione Ladbroke. Durante il volo dall'Inghilterra, per le sue prime tre ore sul Golfo di Biscaglia, la combinazione Halifax-Horsa venne scortata da RAF Bristol Beaufighter o da caccia a lungo raggio Mosquito. Rimasero alla quota di 150 metri per evitare il radar tedesco in modo che i caccia di scorta potessero tornare in sicurezza quando a corto di carburante. La missione non era esente da pericoli. Dopo 4 ore di volo, un Horsa spezzò la fune di traino mentre cercava di evitare nuvole basse e cadde in mare. Un altro Horsa e Halifax furono scoperti da una coppia di Focke-Wulf Fw 200 tedeschi e abbattuti. Dopo essere sopravvissuti agli attacchi delle pattuglie di caccia della Luftwaffe e aver sperimentato condizioni meteorologiche spesso turbolente, giunsero in Nordafrica un totale di ventisette Horsa in tempo per l'invasione della Sicilia. Le perdite totali durante i voli furono tre Halifax e cinque Horsa, con ventuno membri dell'equipaggio della RAF e sette piloti di alianti uccisi.

## Conseguenze
La prima operazione aerea britannica in Sicilia iniziò alle 18:00 del 9 luglio 1943, quando gli alianti che trasportavano la 1ª Brigata di atterraggio aereo lasciarono la Tunisia per la Sicilia. Lungo il percorso incontrarono forti venti e scarsa visibilità e, a volte, furono oggetto di fuoco antiaereo. Per evitare spari e proiettori, i piloti dell'aereo di rimorchio salirono più in alto o intrapresero un'azione evasiva. Nella confusione che circondava queste manovre, alcuni alianti furono rilasciati troppo presto e sessantacinque di loro si schiantarono in mare, procurando l'annegamento di circa 252 uomini. Cinquantanove degli alianti rimanenti mancarono le loro zone di atterraggio, fino a 40 km; altri non riuscirono a liberarsi e tornarono in Tunisia o vennero abbattuti. Solo dodici atterrarono sul bersaglio; di questi alianti un solo Horsa, che trasportava un plotone di fanteria degli Stafford, sbarcò vicino al Ponte Grande. Il suo comandante, il tenente Withers, attraversò il fiume a nuoto con metà dei suoi uomini per prendere posizione sulla sponda opposta. L'obiettivo fu catturato a seguito di un assalto simultaneo da entrambe le estremità del ponte; il plotone smantellò le cariche di esplosivo che erano state poste sul ponte e rimase in attesa di rinforzi o soccorsi. Un altro Horsa cadde a circa 180 metri dal ponte ma esplose nell'atterraggio, uccidendo tutti gli uomini a bordo. Tre degli altri Horsa, che trasportavano il South Staffordshire Regiment, erano atterrati entro 3,2 km dal ponte, e i loro occupanti trovarono la strada per raggiungere il sito.
La seconda e ultima missione, l'Operazione Fustian, iniziò alle 19:30 del 12 luglio, quando il primo aereo che trasportava la 1ª Brigata Paracadutisti decollò dal Nordafrica. Dietro la forza dei paracadutisti c'erano gli aerei da traino degli alianti, composti da dodici Albemarle e sette Halifax, che trainavano undici alianti Horsa e otto Waco. Le prime vittime degli alianti si verificarono al decollo, quando si schiantarono al suolo due aerei che trainavano alianti Waco. Durante il viaggio, un aliante venne rilasciato prematuramente dal suo aereo trainante e si schiantò in mare. Arrivati in Sicilia, avendo perso l'elemento sorpresa, quattro alianti furono abbattuti dalle batterie costiere della contraerea. Quando gli alianti arrivarono alle loro zone di atterraggio, erano trascorse due ore dall'inizio dei lanci dei paracadutisti. Con le difese tedesche allertate, solo quattro alianti Horsa riuscirono ad atterrare per lo più intatti, tutti gli altri furono colti dal fuoco delle mitragliatrici tedesche e distrutti durante il loro avvicinamento. Gli Horsa sopravvissuti trasportavano tre dei cannoni anticarro della brigata, che vennero adoperati nella difesa del ponte Primosole.